# Chloropteryx anisoctena
Chloropteryx anisoctena är en fjärilsart som beskrevs av Louis Beethoven Prout 1917. Chloropteryx anisoctena ingår i släktet Chloropteryx och familjen mätare. Inga underarter finns listade i Catalogue of Life.